# Gustavo Adolfo Otero
Gustavo Adolfo Otero Vértiz (La Paz, 1896 - 1958) fue un escritor, historiador, biógrafo, ensayista, diplomático, sociólogo y periodista boliviano. Conocido por sus extensos escritos, los cuales cubren una vasta gama de géneros desde la sátira, el drama y la novela pasando por la sociología, la ciencia política, la geografía y la historia. Fue ganador del Premio Nacional de Literatura en 1957.

## Biografía
Nació en La Paz el 8 de septiembre de 1896. Estudió en el colegio Ayacucho de la misma ciudad, donde obtuvo su título de bachiller en humanidades en 1914. Pasó algún tiempo como periodista colaborando en periódicos nacionales y extranjeros. Fundó además algunas publicaciones, tales como: El Fígaro (1915), La Ilustración (1921) y La Nueva Era (1923).
Fue director del Archivo y Biblioteca Nacionales de Bolivia, de la Academia Boliviana de la Historia, y del Instituto de Bellas Artes de la Universidad de La Paz. Ocupó el cargo de Cónsul de Bolivia en España, Colombia y Ecuador. Además, fue ministro de educación (1940-1941) durante el gobierno de Enrique Peñaranda.

## Obras
Entre algunas de sus obras cabe destacar:
El honorable poroto,
El Chile que yo he visto,
El Perú que yo he visto,
Estampas bolivianas